# Valouse
Pour les articles homonymes, voir Valouse (homonymie).
Valouse est une commune française située dans le département de la Drôme, en région Auvergne-Rhône-Alpes.

## Géographie

### Localisation
La commune de Valouse est située à 20 km au nord de Nyons.

### Relief et géologie
Sites particuliers
- Col de Valouse (panorama)[1].

### Climat
Pour des articles plus généraux, voir Climat d'Auvergne-Rhône-Alpes et Climat de la Drôme.
En 2010, le climat de la commune est de type climat méditerranéen altéré, selon une étude du Centre national de la recherche scientifique s'appuyant sur une série de données couvrant la période 1971-2000. En 2020, Météo-France publie une typologie des climats de la France métropolitaine dans laquelle la commune est exposée à un climat de montagne ou de marges de montagne et est dans la région climatique  Alpes du sud, caractérisée par une pluviométrie annuelle de 850 à 1 000 mm, minimale en été. 
Pour la période 1971-2000, la température annuelle moyenne est de 11,1 °C, avec une amplitude thermique annuelle de 16,9 °C. Le cumul annuel moyen de précipitations est de 993 mm, avec 7,6 jours de précipitations en janvier et 4 jours en juillet. Pour la période 1991-2020, la température moyenne annuelle observée sur la station météorologique de Météo-France la plus proche, « Nyons P182 », sur la commune de Nyons à 12 km à vol d'oiseau, est de 14,5 °C et le cumul annuel moyen de précipitations est de 756,7 mm,. Pour l'avenir, les paramètres climatiques de la commune estimés pour 2050 selon différents scénarios d'émission de gaz à effet de serre sont consultables sur un site dédié publié par Météo-France en novembre 2022.

## Urbanisme

### Typologie
Au 1er janvier 2024, Valouse est catégorisée commune rurale à habitat très dispersé, selon la nouvelle grille communale de densité à 7 niveaux définie par l'Insee en 2022.
Elle est située hors unité urbaine et hors attraction des villes,.

### Occupation des sols
L'occupation des sols de la commune, telle qu'elle ressort de la base de données européenne d’occupation biophysique des sols Corine Land Cover (CLC), est marquée par l'importance des forêts et milieux semi-naturels (77,8 % en 2018), en diminution par rapport à 1990 (79,1 %). La répartition détaillée en 2018 est la suivante : 
forêts (69,3 %), zones agricoles hétérogènes (16,2 %), milieux à végétation arbustive et/ou herbacée (8,5 %), prairies (6 %). L'évolution de l’occupation des sols de la commune et de ses infrastructures peut être observée sur les différentes représentations cartographiques du territoire : la carte de Cassini (XVIIIe siècle), la carte d'état-major (1820-1866) et les cartes ou photos aériennes de l'IGN pour la période actuelle (1950 à aujourd'hui).

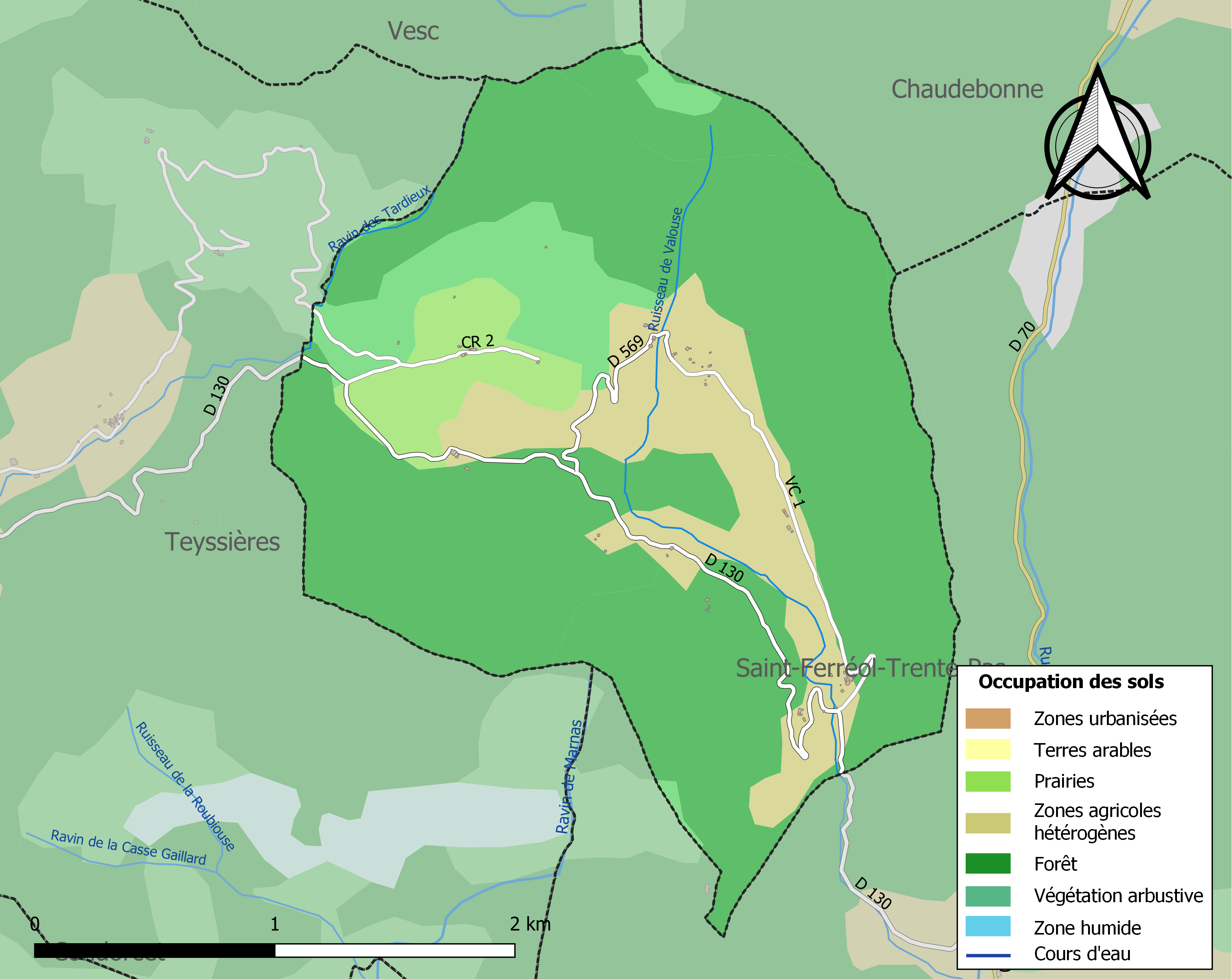
Carte des infrastructures et de l'occupation des sols de la commune en 2018 (CLC).

## Toponymie

### Attestations
Dictionnaire topographique du département de la Drôme :
- XIVe siècle : mention du prieuré : prioratus de Valosis (pouillé de Die).
- 1408 : Vallozium (archives de la Drôme, E 6058).
- 1449 : mention du prieuré : prioratus Valoziis (pouillé hist.).
- 1891 : Valouse, commune du canton de Nyons.

## Histoire

### Du Moyen Âge à la Révolution
La seigneurie :
- Au point de vue féodal, Valouse était une terre qui relevait en fief des papes.
- XVIe siècle : possession des Baron.
- XVIIe siècle : possession des Boutin, derniers seigneurs.

Avant 1790, Valouse était une paroisse du Comtat-Venaissin et du diocèse de Die. Son église, dédiée à saint Étienne, était celle d'un prieuré séculier et les dîmes appartenaient au prieur.

### De la Révolution à nos jours
En 1792, la commune est réunie à la France. Elle est comprise le district de Carpentras puis dans le canton de Condorcet. La réorganisation de l'an VIII (1799-1800) la place dans le canton de Nyons.

## Politique et administration

### Liste des maires
| Période                                  | Période                        | Identité                         | Étiquette        | Qualité     |
| ---------------------------------------- | ------------------------------ | -------------------------------- | ---------------- | ----------- |
| Les données manquantes sont à compléter. |                                |                                  |                  |             |
| 1983                                     | 2008                           | Raymond Roussin                  |                  |             |
| 2008                                     | 2020                           | Patrick Liévaux                  | (sans étiquette) | agriculteur |
| 2020                                     | En cours (au 26 décembre 2020) | Janine Amar[source insuffisante] |                  |             |

## Population et société

### Démographie
L'évolution du nombre d'habitants est connue à travers les recensements de la population effectués dans la commune depuis 1793. Pour les communes de moins de 10 000 habitants, une enquête de recensement portant sur toute la population est réalisée tous les cinq ans, les populations de référence des années intermédiaires étant quant à elles estimées par interpolation ou extrapolation. Pour la commune, le premier recensement exhaustif entrant dans le cadre du nouveau dispositif a été réalisé en 2008.

En 2022, la commune comptait 41 habitants, en évolution de +20,59 % par rapport à 2016 (Drôme : +2,64 %, France hors Mayotte : +2,11 %).
| 1793 | 1800 | 1806 | 1821 | 1831 | 1836 | 1841 | 1846 | 1851 |
| ---- | ---- | ---- | ---- | ---- | ---- | ---- | ---- | ---- |
| 97   | 114  | 75   | 74   | 78   | 95   | 80   | 95   | 82   |

| 1856 | 1861 | 1866 | 1872 | 1876 | 1881 | 1886 | 1891 | 1896 |
| ---- | ---- | ---- | ---- | ---- | ---- | ---- | ---- | ---- |
| 107  | 99   | 84   | 87   | 98   | 94   | 81   | 87   | 106  |

| 1901 | 1906 | 1911 | 1921 | 1926 | 1931 | 1936 | 1946 | 1954 |
| ---- | ---- | ---- | ---- | ---- | ---- | ---- | ---- | ---- |
| 81   | 88   | 78   | 70   | 53   | 36   | 28   | 34   | 12   |

| 1962 | 1968 | 1975 | 1982 | 1990 | 1999 | 2006 | 2008 | 2013 |
| ---- | ---- | ---- | ---- | ---- | ---- | ---- | ---- | ---- |
| 14   | 7    | 9    | 18   | 25   | 36   | 41   | 43   | 36   |

| 2018 | 2022 | - | - | - | - | - | - | - |
| ---- | ---- | - | - | - | - | - | - | - |
| 37   | 41   | - | - | - | - | - | - | - |

### Cultes
En 1992, une messe annuelle était célébrée dans l'ancienne église.

## Économie

### Agriculture
En 1992 : champignons, lavande, ovins, caprins.
- Produits locaux : fromage picodon[1].

## Culture locale et patrimoine

### Lieux et monuments
- Église Saint-Étienne de Valouse, ancienne et restaurée[1] : cloche datant d'avant la Révolution[réf. nécessaire].

### Patrimoine culturel
- Artisanat d'art : poterie[1].

### Héraldique, logotype et devise
|  | Valouse possède des armoiries dont l'origine et le blasonnement exact ne sont pas disponibles. |